# Corrida espacial dos bilionários
A corrida espacial dos bilionários é a rivalidade intensa entre empreendedores do NewSpace que entraram na indústria espacial a partir de outras áreas - como a computação. Esta corrida espacial da indústria privada envolve o envio de foguetes na ionosfera (mesosfera e termosfera), foguetes orbitais e voos suborbitais para turistas.
Entre os bilionários no NewSpace estão:
- O bilionário Sul Africano-Canadense e Estadunidense Elon Musk,[3] responsável pela SpaceX e um projeto para colonizar Marte.[4][1]
- O bilionário Estadunidense Jeff Bezos, responsável pela Blue Origin e que planeja estabelecer uma base industrial no espaço.[4][2][1] Bezos realizou um voo espacial através do Blue Origin NS-16 no dia 20 de julho de 2021.[8]
- O bilionário Britânico Richard Branson,[3] responsável pela Virgin Galactic/Virgin Orbit e turismo espacial, lançamentos orbitais de baixo custo e transito suborbital intercontinental.[4][2][1] No dia 11 de julho de 2021, Branson participou do voo suborbital Unity 22.[9]

## História
A base para essa corrida espacial foi possivelmente criada pelo empreendedor estadunidense Peter Diamandis. Nos anos 80, ele criou o Estudantes pela Exploração e Desenvolvimento do Espaço. Posteriormente, Jeff Bezos foi presidente do grupo. Nos anos 90, Diamandis, desapontado com o estado do desenvolvimento aeroespacial, decidiu estimulá-lo e disparar o mercado de turismo suborbital ao criar um prêmio, o XPrize. Isso fez com que Paul Allen se envolvesse na competição, criando a plataforma Scaled Composites Tier One [en] para a SpaceShipOne e White Knight, que venceu o prêmio nos anos 2000. A tecnologia vencedora foi licenciada pelo Virgin Group como uma base para a criação da Virgin Galactic. As técnicas de base do Tier One foram a base do Stratolaunch Systems do Vulcan Aerospace [en]. Essa corrida espacial mostra os objetivos dos bilionários de irem além dos contratos governamentais, com suas próprias visões para a era espacial, onde esperam estender suas capacidades e seus desejos. Elon Musk já expressou animação por uma nova corrida espacial.

## Rivalidades

### SpaceX vs Blue Origin
A SpaceX e Blue Origin tem um longo histórico de conflitos. Ambas as empresas já fizeram press releases que competiam com os anuncios e eventos da outra.
As duas empresas já disputaram o direito de alugar a base LC-39A, que já foi usada para lançar as missões Apollo. A SpaceX ganhou esse direito em 2013, mas a Blue Origin levantou um processo por isso. Atualmente a base está nas mãos da SpaceX, enquanto a Blue Origin alugou a {{ill|en|Cape Canaveral Launch Complex 36|Cape Canaveral Launch Complex 36|SLC-36]].
A SpaceX já processou a Blue Origin para invalidar a patente deles referente ao pouso de foguetes em navios no mar. Eles venceram a disputa em 2014. A SpaceX conseguiu pousar um foguete numa base marítima em 2016, antes da Blue Origin sequer construir uma base do tipo.
A SpaceX e Blue Origin já discutiram no Twitter sobre o significado de um foguete usado, pousado e foguete espacial no fim de 2015, quando o New Shepard pousou de forma bem sucedida após um voo suborbital. Anteriormente a SpaceX havia lançado e pousado seu Grasshopper várias vezes, mas sem chegar no espaço. Então a SpaceX pousou o primeiro estágio do Falcon 9 em 2016, o que causou mais discussões no Twitter.
No fim de 2016 a Blue Origin anunciou o New Glenn [en], visando competir diretamente com o Falcon Heavy, com um foguete maior, mas uma carga menor.
Em 2016, no International Astronautical Congress [en] em Guadalajara, México, Rob Meyerson, Presidente da Blue Origin, elabou a visão do Bezos previamente apresentada no anuncio do New Glenn. O New Armstrong da Blue Origin teria uma função parecida com o Interplanetary Transport System, que o Musk apresentou no mesmo encontro.
Em abril de 2021, a SpaceX venceu a Blue Origin ao receber um contrato de 2,9 bilhões de dólares para a construção de um módulo lunar para o Programa Artemis.

### Blue Origin vs Virgin Galactic
A Blue Origin e a Virgin Galactic estão no mesmo mercado de turismo espacial suborbital, com o New Shepard e a SpaceShipTwo (Tier 1b). Eles estão numa corrida para lançar os primeiros pagantes em voos curtos, com as tecnologias rivais envolvendo cápsulas espaciais e aviões espaciais.